# Da Zdravstvuiet Nasha Derzhava
Da Zdravstvuiet Nasha Derzhava (em russo: Да здравствует наша держава), em português Viva a Nossa Potência, é uma canção soviética de 1943, de Boris Alexandrov e Aleksandr Shilov, e concorrente a ser o hino nacional da União Soviética, perdendo para a canção que hoje é o hino russo.

A música era executada durante paradas nos anos 1970, durante a subida do ministro da defesa da URSS à tribuna do Mausoléu de Lenin, ficando célebre sob a figura do Marechal Dmitri Ustinov.

Em visitas oficiais de representantes do estado soviético, a marcha também era executada como boas-vindas, também era a música oficial do Presidente do Soviete Supremo da URSS.

A melodia é usada no atual hino da Transnístria.
| Letra em Russo | Transliteração | Letra em Português |
| --- | --- | --- |
| Да здравствует наша держава, Отчизна великих идей, Страна всенародного права На радость и счастье людей! За это священное право, За жизнь и свободу свою Великая наша держава Врагов побеждала в бою. Припев: Над Москвою чудесной, Над любимой землей Лейся, радостная песня По нашей стране молодой! Вейся, красное знамя, Символ наших побед! Ты горишь всегда над нами, Как солнца ликующий свет!По ленинским мудрым заветам Идет наш великий народ. Дорогою счастья и света Нас партия твердо ведет. Несметны республик богатства, И сил богатырских не счесть В стране всенародного братства, Где труд - это доблесть и честь. Припев. От дальней советской границы До башен старинных Кремля Растут города и станицы, Цветут золотые поля. И с каждым зерном урожая, И с новым ударом станка Все крепнет и крепнет родная, Великая наша страна! Припев. | Da zdravstvuet nasha derzhava, Otchizna velikikh idei, Strana vsenarodnogo prava Na radost' i schast'e liudei! Za eto sviashchennoe pravo, Za zhizn' i svobodu svoiu Velikaia nasha derzhava Vragov pobezhdala v boiu. Pripev: Nad Moskvoiu chudesnoi, Nad liubimoi zemlei Leisia, radostnaia pesnia Po nashei strane molodoi! Veisia, krasnoe znamia, Simvol nashikh pobed! Ty gorish' vsegda nad nami, Kak solntsa likuiushchii svet!Po leninskim mudrym zavetam Idet nash velikii narod. Dorogoiu schast'ia i sveta Nas partiia tverdo vedet. Nesmetny respublik bogatstva, I sil bogatyrskikh ne schest' V strane vsenarodnogo bratstva, Gde trud - eto doblest' i chest'. Pripev. Ot dal'nei sovetskoi granitsy Do bashen starinnykh Kremlia Rastut goroda i stanitsy, Tsvetut zolotye polia. I s kazhdym zernom urozhaia, I s novym udarom stanka Vse krepnet i krepnet rodnaia, Velikaia nasha strana! Pripev. | Viva a nossa potência Pátria dos grandes ideais País dos direitos de todos os povos De alegria e felicidade para as pessoas! Pelos direitos sagrados Pela sua vida e liberdade A nossa grande potência Derrota inimigos em batalha. Refrão:Sobre a bela Moscou, Acima da terra amada Cantai, canção alegre Em nosso país jovem!Tremula a bandeira vermelha, O símbolo de nossa vitória! Que sempre brilhará acima de nós, Como a luz alegre do sol!Pelas ideias sábias de Lenin é guiado nosso grande povo Ao caminho da felicidade e da luz Nosso partido nos guia firmemente. Riquezas incontáveis da pátria, Que nem forças heróicas contestam, O país tem uma fraternidade de todos os povos, Onde o trabalho é coragem e força. Refrão. De longe a fronteira soviética Antes das antigas torres do Kremlin Crescem cidades e aldeias, Campos de ouro nas flores. E cada safra de grãos E com um novo curso da máquina Tudo está crescendo e fortalecendo meu próprio, Nosso grande país! Refrão. |